# Black Note
Black Note es el título del primer disco del actor y cantante Jimmy Barnatán. Consta de trece temas, y recorre los géneros jazz, blues, rockabilly y soul, y fue grabado en los madrileños Estudios de Sonoland. La música, arreglos, producción y dirección musical estuvo a cargo de Bubby Ortiz, las letras fueron a cargo de Jimmy Barnatán y contó con la coproducción de Carlos Martos.
Fue presentado el 22 de marzo de 2010 en laSala Clamores de Madrid (España).

## Lista de canciones
1. My Josefine - 3:28
2. Rage - 3:20
3. I Hate My City - 5:13
4. I'm Free - 4:12
5. Con Menos de Dos Metros - 3:38
6. Lions & Guitars - 3:54
7. It's Raining - 5:13
8. The Minibar's Boogie Woogie - 3:24
9. My Watermelon Girl - 3:55
10. Rare Xmas - 4:39
11. El Revólver - 3:19
12. Americano - 2:59
13. Arthur's Pub Suite - 5:34

## Personal
- Jimmy Barnatán: voz.
- Bubby Ortiz: guitarra, coros, arreglos y dirección musical.
- Gerard «Lere»: contrabajo.
- Fernando Illán: bajo.
- Krzysztof Sandeki: saxo.
- Anye Bao: batería.
- Nacho Lesco: acordeón.
- Jorge Vera A.: piano, teclados y Rhodes.
- Mayte Pizarro: coros.

- Datos: Q20890260